# Kuby-Młyny
Kuby-Młyny – wieś w Polsce położona w województwie świętokrzyskim, w powiecie kieleckim, w gminie Morawica.
| SIMC    | Nazwa       | Rodzaj    |
| ------- | ----------- | --------- |
| 0254195 | Podmarzysze | część wsi |

W latach 1975–1998 miejscowość administracyjnie należała do województwa kieleckiego.